# Лёвшин, Вадим Леонидович
Вади́м Леони́дович Лёвшин (1896—1969) — советский физик, профессор МГУ, лауреат двух Сталинских премий второй степени.

## Краткая биография
Родился 16 (28) января 1896 года в Корчеве (ныне не существует).
Окончил начальное училище в Твери, затем — Алексеевское реальное училище в Кашине. В 1913 году сдал экстерном экзамен по латинскому языку в Тверской гимназии и поступил на физико-математический факультет Московского университета, который окончил в 1918 году с дипломом первой степени.
В 1919—1932 годах работал в Институте физики и биофизики, в 1930—1935 годах — в Институте физики Московского университета, с 1934 года работал в ФИАН имени П. Н. Лебедева. Преподавал в ряде высших учебных заведений. В 1930—1935 годах — в МГРИ имени С. Орджоникидзе (с 1933 года — профессор). С 1944 года — профессор МГУ имени М. В. Ломоносова. Член ВКП(б) с 1945 года.
Лёвшин в 1944 году возобновил на кафедре оптики МГУ исследования по люминесценции, которые легли в основу его монографии «Фотолюминесценция жидких и твёрдых веществ» (1951), ставшей капитальным трудом в этой области, получившим признание у нас в стране и за рубежом. Исследования завершились созданием экономичных люминесцентных ламп дневного света, которые были внедрены на Московском электроламповом заводе. В 1951 году группа учёных во главе с академиком С. И. Вавиловым и профессором Лёвшиным за разработку люминесцентных ламп была удостоена Сталинской премии. Под руководством Лёвшина были синтезированы кристаллофосфоры, дающие яркую вспышку под действием инфракрасной радиации. Полученные экраны вмонтировались в типовые полевые и морские бинокли. Созданные таким образом приборы ночного видения были приняты на вооружение Красной Армии и особенно широко использовались при выводе караванов судов северных портов. За цикл работ по вспышечным кристаллофосфорам Лёвшин и руководимый им коллектив были отмечены премией им. Л. И. Мандельштама Академии наук (1947), а затем Сталинской премией (1952).
Умер 12 декабря 1969 года. Похоронен в Москве на Донском кладбище.
Сын — советский физик Л. В. Лёвшин (в некот. ист. — Левшин) [1927-2006].

## Научные интересы и достижения
Лёвшину принадлежат работы в области фотолюминесценции: экспериментальные исследования и теория поляризованной люминесценции, установление связи между спектрами поглощения и люминесценции (правило Лёвшина — закон зеркальной симметрии), исследование длительного свечения молекул и влияния на люминесценцию физико-химических факторов. В ряде работ изучал природу, кинетику и энергетику свечения кристаллофосфоров. Получил и исследовал новые типы люминофоров для люминесцентных ламп.
- 1925 — создал теорию поляризованной люминесценции (формула Лёвшина-Перрена).
- 1926 — вместе с С. И. Вавиловым открыл первый нелинейный эффект в оптике — нелинейное поглощение интенсивных световых потоков растворами ураниловых соединений.
- 1934 — установил рекомбинационный характер процессов свечения кристаллофосфоров.

## Из библиографии
Автор более 300 научных работ, в том числе:
- «Холодный свет» (1927),
- «Светящиеся составы» (1936),
- «Фотолюминесценция жидких и твёрдых веществ» (1951),
- «Люминесценция и её технические применения» (1956).

## Награды и премии
- орден Ленина
- орден Трудового Красного Знамени (10.06.1945)
- медали
- Сталинская премия второй степени (1951) — за создание люминесцентных ламп
- Сталинская премия второй степени (1952) — за исследования новых светящихся составов и разработку теории их действия
- премия Л. И. Мандельштама (1947)
- Заслуженный деятель науки и техники РСФСР (1968)